# Бочкою-Маре (комуна)
Бочикою-Маре, Великий Бичків (рум. Bocicoiu Mare) — комуна у повіті Марамуреш в Румунії. До складу комуни входять такі села (дані про населення за 2002 рік):
- Великий Бичків (713 осіб) — адміністративний центр комуни
- Кручунув (1492 особи)
- Луг над Тисою (918 осіб)
- Миково (1345 осіб)

Комуна розташована на відстані 423 км на північ від Бухареста, 46 км на північний схід від Бая-Маре, 135 км на північ від Клуж-Напоки.

## Населення
За даними перепису населення 2002 року у комуні проживали 4468 осіб.
Національний склад населення комуни:
| Національність | Кількість осіб | Відсоток |
| -------------- | -------------- | -------- |
| українці       | 2639           | 59,1%    |
| румуни         | 1447           | 32,4%    |
| угорці         | 371            | 8,3%     |
| німці          | 5              | 0,1%     |
| цигани         | 1              | < 0,1%   |

Рідною мовою назвали:
| Мова       | Кількість осіб | Відсоток |
| ---------- | -------------- | -------- |
| українська | 2630           | 58,9%    |
| румунська  | 1465           | 32,8%    |
| угорська   | 366            | 8,2%     |
| німецька   | 2              | < 0,1%   |

Склад населення комуни за віросповіданням:
| Релігія            | Кількість осіб | Відсоток |
| ------------------ | -------------- | -------- |
| православні        | 3430           | 76,8%    |
| римо-католики      | 378            | 8,5%     |
| греко-католики     | 368            | 8,2%     |
| п'ятдесятники      | 25             | 0,6%     |
| адвентисти         | 21             | 0,5%     |
| реформати          | 14             | 0,3%     |
| не релігійні       | 10             | 0,2%     |
| баптисти           | 6              | 0,1%     |
| бретрени           | 4              | 0,1%     |
| лютерани           | 1              | < 0,1%   |
| не вказали релігію | 2              | < 0,1%   |